# STS-73
STS-73 e седемдесет и втората мисия на НАСА по програмата Спейс шатъл и осемнадесети полет на совалката Колумбия. Мисията е втора за Микрогравитационната лаборатория на НАСА (U. S. Microgravity Laboratory (USML)), разположена в модула „Спейслаб“ в товарния отсек на совалката.

## Екипаж
| Пост                                               | Астронавт                                   |
| -------------------------------------------------- | ------------------------------------------- |
| Командир                                           | Кенет Бауерсокс трети космически полет      |
| Пилот                                              | Кент Роминджър първи космически полет       |
| Специалист на мисията 1 Командир на полезния товар | Кетрин Торнтън четвърти космически полет    |
| Специалист на мисията 2                            | Катрин Кулмън първи космически полет        |
| Специалист на мисията 3                            | Майкъл Лопес-Алегриа първи космически полет |
| Специалист по полезния товар 1                     | Фред Лесли първи космически полет           |
| Специалист по полезния товар 2                     | Алберт Сако първи космически полет          |

- Броят на полетите е преди и включително тази мисия.

## Полетът
Това е шестият полет с т. нар. система за удължаване на полета ( Extended Duration Orbiter (EDO)). Последната позволява удължаване на автономния полет на совалките до 16 денонощия.
В този почти 16-дневен полет продължават и се разширяват изследванията, започнати по време на първия полет през 1992 г. (USML-1, мисия STS-50) на лабораторията. Основните от тях са: изследвания и съставяне на нови теории върху физиката на течностите, ролята на масата при изгаряне и разпространение на пламъка, и това как гравитацията влияе върху формирането на полупроводникови кристали. Данните, събрани от няколко протеинови кристали, отгледани по време на USML-1 дава възможност на учените да определят молекулярните структури на тези протеини.
Експериментите на USML-2 включват: експериментален конвектор за повърхностни напрежения (Surface Tension Driven Convection Experiment (STDCE)), пещ за кристален растеж (Crystal Growth Furnace), експерименти по висококачествена обработка на кадмиеви, цинкови и телурни съединения (Orbital Processing of High Quality Cadmium Zinc Telluride Compound Semiconductors experiment), изследване на поведението на легиращи примеси по време на кристален растеж на галиев арсенид (GaAs) (Study of Dopant Segregation Behavior During the Crystal Growth of Gallium Arsenide (GaAs)), растеж на зеолит (Zeolite Crystal Growth (ZCG)) и други.
Стартът на мисията е първоначално насрочен за 25 септември 1995 г., но е отложен шест пъти преди успешно да излети на 20 октомври 1995 г. STS-73 и STS-61C са най-отлаганите стартове, като всеки от тях е изстрелян на 7-ия път.

## Параметри на мисията
- Маса:
  - Маса на полезния товар: 15 250 кг
- Перигей: 300 км
- Апогей: 304 км
- Инклинация: 28,4°
- Орбитален период: 90.5 мин